# Mijaíl Rodiónov
Mijaíl Ivánovich Rodiónov (ruso: Михаи́л Ива́нович Родио́нов; 25 de octubre [E.A. 12 de octubre] de 1907 - 1 de octubre de 1950) fue un político y estadista soviético de etnia rusa que fue presidente del Consejo de Ministros de la RSFS de Rusia de 1946 a 1949. Fue purgado durante el caso Leningrado.

## Obras
Creó una propuesta para una nueva bandera estatal de la RSFSR, pero fue rechazada. Consistía en una bandera tricolor tradicional rusa con una hoz y un martillo en el centro. Junto con Nikolái Voznesenski, fue condenado a muerte en 1950 por acusaciones de malversación del presupuesto del Estado soviético por «negocios no aprobados en Leningrado», lo que se calificó de traición antisoviética, en el caso del Asunto Leningrado. Fue amigo de Alekséi Kosyguin.

## Biografía
- En 1927 se gradúa en la Escuela Politécnica de Lyskovo.

- 1927-1930 - Secretario del Comité de Kislovsky Selsovet del Komsomol, inspector del trabajo político y educativo del Departamento de Educación Pública de Lyskovsky Volost (entonces distrito) (Provincia de Nizhny Novgorod - Región de Nizhny Novgorod), Departamento de Educación Pública del Distrito de Nizhny Novgorod.

- 1930-1931 - Director de la escuela técnica pedagógica de Bor.

- 1931-1935 - Jefe del Departamento Cultural y de Propaganda, Agitación y Masas, Vicesecretario del Comité del Distrito de Bor del Partido Comunista de Todos los Bolcheviques (Región de Nizhni Nóvgorod - Región de Nizhni Nóvgorod - Gorki).

- 1935-1938 - Primer secretario del Comité de Distrito Ivanovsky del Partido Comunista de los Bolcheviques de Toda la Unión (Región de Gorki).
- En julio de 1938 fue elegido tercer secretario del Comité Regional de Gorki del Partido Comunista de los Comunistas de Toda la Unión.
- De abril de 1939 a enero de 1940 fue presidente del comité ejecutivo del Consejo Regional de Gorki de Diputados Obreros.
- De enero de 1940 a marzo de 1946 fue primer secretario del Comité Regional de Gorki del Partido Comunista de los Bolcheviques de toda la Unión.
- Del 23 de marzo de 1946 al 9 de marzo de 1949 - Presidente del SM de la RSFSR.
- Candidato a miembro del Comité Central del Partido Comunista de los Bolcheviques de toda la Unión de febrero de 1941 a agosto de 1949. Del 18 de marzo de 1946 al 6 de marzo de 1949 fue miembro del Organbureau del Comité Central del Partido Comunista de los Bolcheviques de Toda la Unión (retirado al mismo tiempo que A. A. Kuznetsov). Diputado del Soviet Supremo de la URSS en 2ª convocatoria.
- A mediados de mayo de 1946, participó de las discusiones sobre el cambio de nombre de los topónimos de la región de Königsberg integrada como parte de la RSFSR, Rodionov se pronunció a favor de cambiar el nombre de Königsberg por el de Baltiysk.
- El 13 de agosto de 1949, Mijaíl Rodiónov fue detenido en el «caso Leningrado».
- El juicio tuvo lugar del 29 al 30 de septiembre de 1950 en el edificio de la Casa de Oficiales del Distrito de Leningrado, en Liteiny Prospekt. El 1 de octubre a la 1:00 a.m. se pronunció la sentencia de muerte por fusilamiento contra seis acusados del «caso Leningrado»: Nikolai Voznesensky, Alexei Kuznetsov, Mikhail Rodionov, Pyotr Popkov, Yakov Kapustin y Pyotr Lazutin. Los seis fueron fusilados después de las dos de la madrugada, y sus cenizas fueron enterradas en secreto en el Brezal de Levashov, cerca de Leningrado.
- El 30 de abril de 1954, Rodionov y todos los demás acusados del «caso Leningrado» fueron plenamente rehabilitados por el Tribunal Supremo de la URSS.

La bandera propuesta por Rodiónov para la RSFSR.

## Condecoraciones
- Orden de Lenin (2 veces)
- Orden de la Bandera Roja del Trabajo
- Orden de la Guerra Patria